# دهستان برخوار شرقی
دهستان برخوار شرقی نام دهستانی در بخش حبیب‌آباد شهرستان برخوار، استان اصفهان در ایران است.

## جمعیت
براساس سرشماری مرکز آمار ایران در سال ۱۳۸۵، جمعیت آن ۳۴۲۹ نفر (۸۸۱ خانوار) بوده‌است.